# Kenneth Peacock
Kenneth Howard Peacock (* 7. April 1922 in Toronto; † 22. November 2000 ebenda) war ein kanadischer Musikwissenschaftler, Komponist und Pianist.

## Leben
Peacock studierte Klavier am Toronto Conservatory of Music bei Alma Cockburn (1935) und Reginald Godden (1948–49) und nahm außerdem privaten Unterricht bei Mona Bates in Toronto (1938–39) und Michel Hirvy in Montreal (1950). An der University of Toronto studierte er Musiktheorie bei Healey Willan und Leo Smith (1941–43) und Komposition bei John Weinzweig (1944–46). Sein Kompositionsstudium setzte er 1950 bei Francis Judd Cooke am New England Conservatory in Boston fort.
In der Zeit seiner Ausbildung gab Peacock privaten Klavierunterricht und trat als Pianist auf. Von 1951 bis 1972 forschte er als Mitarbeiter des Canadian Museum of Civilisation auf dem Gebiet der Musik der indigenen Völker Kanadas und der Musik ethnischer Minderheiten. Er veröffentlichte Artikel in Zeitschriften wie Alphabet, Bulletin of the CFMS, Ethnomusicology und Journal of American Folklore und lieferte Beiträge zu den Musiksammlungen von Helen Creighton, Robert Klymasz und Alan Mills. Komponisten wie Harry Somers und Violet Archer und Sänger wie Alan Mills und Tom Kines verwendeten Material aus Peacocks Sammlungen. 
Eine Auswahl seiner musikethnologischen Aufnahmen erschien auf der LPs Indian Music of the Canadian Plains (1955) und Songs of the Newfoundland Outports (1984), als Musiker wirkte er an den Songs and Ballads of Newfoundland (um 1956) mit. Peacock wurde 1982 als Mitglied des Order of Canada und 1998 mit der Marius Barbeau Medal der Folklore Studies Association of Canada ausgezeichnet.

## Werke
- Bridal Suite für Klavier, 1947
- Sonata für Violine und Klavier, 1947
- Essay für Klarinette und Streicher, 1949
- String Quartet, 1949
- Songs of the Cedar, Kantate für Mezzosopran, Flöte, Cello und Kontrabass, 1950
- Children's Suite für Klavier, 1950
- Idioms für Klavier, 1950
- Rituals of Earth, Fire and Darkness für Chor und Orchester, 1950
- Toccata für Klavier, 1958
- Essay on Newfoundland Themes für Orchester (Auftragswerk für Ernest MacMillan), 1961

## Schriften
- The Native Songs of Newfoundland, 1960
- A Survey of Ethnic Folk Music across Western Canada, 1963
- Songs of the Newfoundland Outports, drei Bände, 1965
- A Practical Guide for Folk Music Collectors, 1966
- Twenty Ethnic Songs from Western Canada, 1966
- Songs of the Doukhobors, Ottawa 1970
- A Garland of Rue, 1971
- Marius Barbeau, 1984
- Culture and continuity: A personal reminiscence of the nineteen-sixties, 1995
- Folk and aboriginal music/La musique folklorique et aborigène